# Makiusap ka sa Diyos
Makiusap ka sa Diyos – filipiński dramat filmowy z roku 1991. Ostatni film w karierze Lino Brocki.
Światowa premiera filmu miała miejsce 24 lipca 1991 r., dokładnie osiemnaście lat później projekt zaprezentowano podczas Cinemalaya − Philippine Independent Film Festival.

## Opis fabuły
Zakonnica imieniem Dolores pada ofiarą gwałtu, który jest karą nałożoną na nią z rąk zwierzchników. Zachodzi w ciążę i rodzi dziecko. Kobieta poznaje mężczyznę − Vince'a, w którym zakochuje się, i którego poślubia. Wkrótce odkrywa, że Vince był jednym z tych, którzy dokonali na niej gwałtu.

## Nagrody i wyróżnienia
- Nagroda Gawad Urian w kategorii najlepszy aktor drugoplanowy (Gabby Concepcion)